# Bulsø
Bulsø (dansk) eller Bültsee (tysk) er en cirka 19,8 ha stor indsø i det nordlige Tyskland, beliggende nordvest for byen Egernførde (Egernfjord) ved bunden af halvøen Svansø i Sydslesvig. Syd for søen ligger Koslevmark (Koselmark), mod nordøst gården Birkesø. Bulsøen er et typisk eksempel på et dødishul fra Weichsel-istiden. Et dødishul er skabt af en isblok, der er blevet afskåret fra en gletsjer og som senere blev til en vandfyldt lavning. Søen har hverken til- eller afløb, søens vand er størstedelen grundvand. Vandhullet har en maksimal dybde på 13,4 m. Ved søens vestlige bred findes en badestrand.
Bulsøen er næringsfattig (oligotrof) og huser plantearter som strandbo, tvepibet lobelie og på lidt dybere vand brasenføde. Arterne er karakteristiske for ikke-forurenede og næringsfattige indsøer. Søens bredder er yngleområdet for den lille vadefugl præstekraven. Hele sø-området er fredet siden 1982. Bulsø udgør sammen med Kolsø, Langsø, Birkesø, Snapsø og Vindeby Nor en kæde af søer mellem Slien og Egernfjord.
Sønavnet er første gang nævnt omkring 1600. Forleddet er substantiv glda. bolt (≈rulle) i grundbetydning rundagtig forhøjning (idg. *bhel≈svulme, være rund, sml. også oldn. bolr≈træstamme, planke).